# Knjižnica
Knjižnica (ili biblioteka) je ustanova u kojoj se prikuplja, sređuje, obrađuje, pohranjuje i daje na korištenje zbrike knjiga.

## Povijest
Povijest knjižnica započela je s prvim naporima da se organiziraju zbirke dokumenata. Prve knjižnice sastojale su se od arhiva najranijeg oblika pisanja - glinenih pločica na klinastom pismu otkrivenih u Sumeru, a neke datiraju i iz 2600. pr. Najstarijom poznatom knjižnicom smatra se knjižnica egipatskog cara Osimanziosa, koja se nalazila, po mišljenju jednih, u Memnoniumu, ili po mišljenju drugih, u Rameziumu, Memfisu. Najpoznatija egipatska knjižnica je bila čuvena Aleksandrijska knjižnica. Privatne ili osobne knjižnice sastavljene od napisanih knjiga pojavile su se u klasičnoj Grčkoj u 5. stoljeću pr. Kr. U 6. stoljeću, na samom kraju klasičnog razdoblja, velike su knjižnice mediteranskog svijeta bile carigradska i aleksandrijska knjižnica. Knjižnice u Timbuktuu također su osnovane u to vrijeme i privlačile su znanstvenike iz cijelog svijeta.

### Etimologija
Pojam "knjižnica" temelji se na latinskom liber za knjigu ili dokument koji se nalazi zbirki knjiga (latinski libraria) tj. spremniku za knjige (lat. librarium). Drugi se moderni jezici koriste izvedenicama iz starogrčkog βιβλιοθήκη (bibliothēkē), što znači kontejner za knjige. S tim izrazom su povezani izrazi na francuskom bibliothèque i na njemačkom Bibliothek.

### Stari vijek
Prve knjižnice nastale su prije više tisuća godina. Pri iskopavanju starog grada Ura, u Mezopotamiji, znanstvenici su otkrili glineni pečat. Bio je cilindričnog oblika s natpisima i pripadao je prvoj knjižnici.
Već oko 700. pr. Kr. narodi Mezopotamije imali su dobro uređene knjižnice po svojim hramovima i palačama. Knjige su u tim knjižnicama bile glinene pločice ispisane klinastim pismom. Tisuće takvih pločica raspoređenih prema područjima znanosti, činile su zbirke koje su predstavljale prve prave knjižnice. Jedna od njih tzv. Asurbanipalova knjižnica s oko 22.000 glinenih pločica, koja se danas čuva u Britanskom muzeju u Londonu.
Egipćani su također imali knjižnice koje su čuvali svećenici po hramovima. Knjige su bile napravljene u obliku svitaka od papirusa. Zasigurno najpoznatija knjižnica svih vremena bila je u Aleksandriji, osnovana je 300. pr. Kr. i imala je najmanje 70.000 svitaka od papirusa.
Najstarija knjižnica bogoslovnog karaktera je hebrejska zbirka svetih knjiga. Njenu osnovu postavio je Mojsije, a zatim se ona dalje razvijala (V Moj. 31, 26; I Car. 10, 25). Istovjetnu ulogu imali su arhivi, nastali u Starom zavjetu. Sa širenjem kršćanstva osnivaju se bogoslovske knjižnice pri crkvama, a naročito po manastirima, gdje se nalaze prave književne riznice. Prvom odnosno najstarijom kršćanstvom knjižnicom smatra se Jeruzalemska knjižnica osnovana u 3. stoljeću. Druga najstarija kršćanska knjižnica je carigradska, koju je osnovao car Konstantin Veliki. Jedno vrijeme ona je imala čak 120.000 knjiga, no nepovratno je uništena je u požaru. U doba seobe naroda mnoge dragocjene knjižnice su nestale.

### Srednji vijek
U srednjem vijeku na Zapadu su knjige sakupljali posebni crkveni redovi, posebno benediktinci, a također i neki od papa. Velike teškoće za sakupljanje knjiga predstavljao je mali broj primjeraka jednog rukopisa, što je uklonjeno pronalaskom tiskarnice. Najveća srednjovjekovna knjižnica nalazila se u Bagdadu, no uništena je prilikom mongolske invazije.

### Novi vijek
Od bogoslovnih knjižnica najpoznatija je Vatikanska knjižnica koja ima približno 220.000 knjiga i 26.000 rukopisa, među kojima i poznati kodeks Biblije iz 15. stoljeća. Prve knjižnice u Rusiji osnivane su u crkvama i manastirima, pa su i knjige bile crkvenog karaktera. Prva rusku knjižnicu osnovao je knez Jaroslav pri crkvi sv. Sofije u Kijevu. Također, velika knjižnica je osnovana i pri Kijevsko-Pečerskom manastiru. U Moskovskoj Rusiji manastirske i crkvene knjižnice odigrale su značajnu ulogu, tako da se u 14. stoljeću pojavljuju čak i opisi pojedinih knjiga. U 17. stoljeću pojavljuju se mnoge privatne knjižnice u Rusiji (Simeona Polockog, Dimitrija Rostovskog, Silvestra Medvedeva), a poslije reforme Petra Velikog pojavljuju se u Rusiji mnoge knjižnice (Tatišćeva, Buturlina, Šćerbatova). U 19. stoljeću poznata je bila Javna knjižnica (oko 1,300.000 naslova i rukopisa), knjižnica Rumjancevskog muzeja iz 1827. (oko 300.000 naslova i rukopisa), Knjižnica sveučilišta znanosti iz 1714. u Kurlandiji, Sinodska moskovska knjižnica (1721.), Moskovska tipografska knjižnica od vremena Ivana Groznog, Knjižnica kijevskog sveučilišta (preko 300.000 naslova i 937 rukopisa), Knjižnica kazanskog sveučilišta, itd.

### Suvremeno doba
U današnje vrijeme najpoznatije knjižnice na Zapadu su: Nacionalna knjižnica u Parizu (oko 2,100.000 knjiga i rukopisa.), Britanski muzej u Londonu (1,500.000 knjiga i 50.000 rukopisa), Carska knjižnica u Berlinu (800.000 knjiga i 24.000 rukopisa), koliko ima i knjižnica u Münchenu.

## Knjižničari/informacijski stručnjaci
U knjižnicama obično radi kombinacija profesionalno osposobljenih knjižničara / voditelja informacija, paraprofesionalnog osoblja koje se ponekad naziva knjižničarskim tehničarima i pomoćnog osoblja. Neke teme povezane s obrazovanjem knjižničara i srodnog osoblja uključuju dostupnost zbirke, nabavu materijala, alate za pronalaženje, trgovinu knjigama, utjecaj fizikalnih svojstava različitih materijala za pisanje, ulogu u obrazovanju, stope pismenosti, proračuna, osoblja, knjižnica za posebno ciljanu publiku, arhitektonskih osobina, obrazaca korištenja dokumenata, uloge knjižnica u nacionalnoj kulturnoj baštini i uloge vladinog, crkvenog ili privatnog sponzorstva. Od šezdesetih godina 20. stoljeća javljaju se pitanja informatizacije i digitalizacije. Knjižničari su osposobljeni da budu dinamični u svom radu i da pronalaze najnovije relevantne informacije.

## Vanjske poveznice
- (hrv.) LZMK: Knjižnica  Arhivirana inačica izvorne stranice od 2. travnja 2015. (Wayback Machine)
- (hrv.) Narodne novine: Zakon o knjižnicama